# How to Disappear Completely
«How to Disappear Completely» es una canción de la banda de rock británica Radiohead de su cuarto álbum de estudio, Kid A (2000). Fue producido por la banda junto con Nigel Godrich. Se titula después del libro de 1985 de Doug Richmond How to Disappear Completely and Never Be Found. Fue lanzado como sencillo promocional en Estados Unidos, Polonia y Bélgica.
Radiohead escribió «How to Disappear Completely» a mediados de 1997, durante la gira de su tercer álbum, OK Computer (1997). La interpretaron por primera vez en 1998 durante la gira. Una de las primeras funciones de prueba de sonido aparece en el documental de 1998 Meeting People Is Easy.
«How to Disappear Completely» es una balada acústica respaldada por cuerdas orquestales y efectos de guitarra. Radiohead grabó demos en varios estudios antes de grabarlos en su estudio de Oxfordshire en enero de 2000. Al mes siguiente, las cuerdas fueron grabadas e interpretadas por la Orquesta de St John's en una iglesia cerca del estudio de la banda, arregladas por el multiinstrumentista Jonny Greenwood en las ondas Martenot
«How to Disappear Completely» se incluyó en la edición especial de Radiohead: The Best Of (2008). La canción y su track de cuerdas aisladas fueron incluidas en el recopilatorio Kid A Mnesia (2021).

## Concepción
La canción fue escrita por Thom Yorke basada en un sueño que él tuvo, en el cual flotaba alrededor del río Liffey en Dublín, Irlanda, como si fuera un fantasma, que "desaparece de todo" (de ahí el nombre de la canción). También varios versos fueron basados en algo que dijo Michael Stipe de R.E.M. en una conversación con él. Este decía que Thom siempre solucionaba sus problemas diciendo "No estoy aquí, esto no está pasando" (“I’m not here, this is not happening”, como recita la canción). Se puede interpretar la canción de muchas maneras, tal como podría verse como una referencia a la despersonalización por ejemplo. Cabe decir también que Yorke admitió en una entrevista que muchas de las letras de las canciones de Kid A fueron escritas metiendo papeles recortados con versos en un sombrero y sacándolos al azar, aunque no confirma que haya hecho esto con esta canción.

## Estilo musical
La canción es una de las más conocidas entre los fanes de la banda, y posee un sonido muy relajante y ambiental. Ésta comienza con una nota que se dice que está entre un La y un La#, lo cual le da su sonido tan característico. Luego entra Thom Yorke con su voz y una guitarra acústica que oscila entre un Re mayor con arreglos de séptima y novena y un Fa# menor. Mientras va avanzando el tema, Jonny Greenwood va introduciendo arreglos con sintetizadores, utilizando recursos rítmicos como la polimetría, uno de sus favoritos (véase Let Down o Weird Fishes). Luego, cerca del clímax de la canción, entra una orquesta dirigida por Greenwood, que en cierto punto comienza a subir el "pitch" de ésta para ser redirigida por la voz de Yorke.